# 갈현초등학교
갈현초등학교는 대한민국 경기도 파주시에 있는 공립 초등학교이다.

## 학교 연혁
- 1932. 04. 01 사설 갈현 강습소 개소
- 1934. 04. 01 탄현공립보통학교 부설 간이학교 개편
- 1949. 05. 20 갈현국민학교 승격
- 1949. 09. 30 제1회 졸업장 수여식 거행
- 1996. 03. 01 갈현초등학교로 개명
- 1999. 09. 01 갈현초등학교 병설유치원 개원
- 2001. 04. 10 교육환경 여건 개선(교실, 급식실, 과학실 등)
- 2005. 11. 09 인라인 스케이트장 개장
- 2005. 11. 17 갈현·덕암 공동연구학교 운영 보고회
- 2009. 02. 25 급식실 개축 및 3층 증축
- 2009. 07. 17 교육과학기술부지정 농산어촌 전원학교 운영
- 2010. 03. 01 경기도교육청 지정 학부모 평생학습교실 운영
- 2010. 06. 01 경기도교육청 지정 사이버 청정학교 운영
- 2010. 06. 22 다목적 강당(솔빛누리) 준공
- 2010. 12. 31 2010학년도 경기도교육청 정보화교육유공기관 표창
- 2011. 02. 11 다목적 강당(솔빛누리) 완공 및 개관식
- 2011. 02. 28 2010학년도 학교연차보고서 최우수상 수상
- 2011. 12. 16 제12회 아름다운 교육상 최우수상 수상
- 2012. 03. 01 교육인적자원부지정 농산어촌 전원학교
- 2012. 12. 19 야외 자료실(솔빛마루 음악실) 준공
- 2013. 03. 01 제16대 이상욱 교장선생님 취임
- 2015. 02. 13 제67회 졸업 20명(누계 3,152명)
- 2015. 03. 01 초등학교 6학급 편성, 병설유치원 1학급 편성
- 2015. 03. 01 도지정 영어교과특성화학교 운영